# Nichole Van Croft
Nichole Van Croft, née le 5 novembre 1973 à Jacksonville (Floride, É.-U.) et morte le 20 avril 2018 à Bardstown (Kentucky), est une modèle américaine. Elle a été playmate dans l'édition d'octobre 2000 de Playboy, photographiée par Arny Freytag et Stephen Wayda.

## Filmographie
- Playboy Video Playmate Calendar (2002)
- Playboy: Playmates Unwrapped (2001)